# Governo Fico IV
Il Governo Fico IV è l’attuale governo della Slovacchia, in carica dal 25 ottobre 2023. Si tratta del primo governo della IX legislatura e del quarto guidato da Robert Fico. Succede al Governo Ódor. 
Si tratta di un governo di coalizione, nato in seguito al risultato delle elezioni del 2023 e costituito da SMER-SD, HLAS-SD e SNS.

## Storia

### Formazione
Subito dopo le elezioni del 2023, che hanno visto il partito SMER-SD trionfare nelle preferenze, il suo leader, e già ex-premier, Robert Fico si è subito mosso per cercare alleati ai fini della formazione di un esecutivo, su mandato della Presidente della Repubblica Zuzana Čaputová.
Ciò è avvenuto, anche grazie alla pronta disponibilità dei partiti HLAS-SD e SNS, divenuti nuovi partner di coalizione, in tempi rapidissimi, tanto che un accordo preliminare fu raggiunto il 12 ottobre e firmato il 16 ottobre, permettendo così al governo di essere nominato, ed entrare conseguentemente in carica solo 9 giorni dopo, il 25 ottobre.

## Compagine di governo

### Appartenenza politica
L'appartenenza politica dei membri del Governo alla sua formazione era la seguente:
| Partito | Partito                                | Presidente | Ministri | Totale |
| ------- | -------------------------------------- | ---------- | -------- | ------ |
|         | Direzione - Socialdemocrazia (SMER-SD) | 1          | 6        | 7      |
|         | Voce - Socialdemocrazia (HLAS-SD)      | -          | 7        | 7      |
|         | Partito Nazionale Slovacco (SNS)       | -          | 3        | 3      |
| Totale  | Totale                                 | 1          | 17       | 18     |

### Situazione parlamentare
Al momento del voto di fiducia nell'ottobre 2023, il sostegno parlamentare al governo si poteva riassumere come segue:
| Camera              | Collocazione | Partiti                                    | Seggi    |
| ------------------- | ------------ | ------------------------------------------ | -------- |
| Consiglio Nazionale | Maggioranza  | SMER-SD (42), HLAS-SD (27), SNS (10)       | 79 / 150 |
| Consiglio Nazionale | Opposizione  | PS (32), OĽaNO-ZĽ (16), KDH (12), SaS (11) | 71 / 150 |

## Composizione
Direzione - Socialdemocrazia (SMER-SD)
     Voce - Socialdemocrazia (HLAS-SD)
     Partito Nazionale Slovacco (SNS)
| Presidenza del Governo                                                                                               | Presidenza del Governo | Presidenza del Governo | Presidenza del Governo                              | Presidenza del Governo |
| Carica | Titolare               | Titolare               | Titolare                                            | Partito                |
| --- | ---------------------- | ---------------------- | --------------------------------------------------- | ---------------------- |
| Presidente del Governo                                                                                               |                        |                        | Robert Fico                                         | SMER-SD                |
| Primo Vice Presidente del Governo                                                                                    |                        |                        | Robert Kaliňák                                      | SMER-SD                |
| Seconda Vice Presidente del Governo                                                                                  |                        |                        | Denisa Saková                                       | HLAS-SD                |
| Terzo Vice Presidente del Governo                                                                                    |                        |                        | Tomáš Taraba                                        | SNS                    |
| Quarto Vice Presidente del Governo (per la gestione del Piano Nazionale di Ripresa e Resilienza e dei fondi europei) |                        |                        | Peter Kmec                                          | HLAS-SD                |
| Ministeri |                        |                        |                                                     |                        |
| Ministri | Ministri               | Ministri               | Ministri                                            | Partito                |
| Ministro della Difesa                                                                                                |                        |                        | Robert Kaliňák                                      | SMER-SD                |
| Ministra dell’Economia                                                                                               |                        |                        | Denisa Saková                                       | HLAS-SD                |
| Ministro dell’Ambiente                                                                                               |                        |                        | Tomáš Taraba                                        | SNS                    |
| Ministro delle Finanze                                                                                               |                        |                        | Ladislav Kamenický                                  | SMER-SD                |
| Ministro dei Trasporti                                                                                               |                        |                        | Jozef Ráž                                           | SMER-SD                |
| Ministro dell’Agricoltura e dello Sviluppo Rurale                                                                    |                        |                        | Richard Takáč                                       | SMER-SD                |
| Ministro degli Investimenti, dello Sviluppo Regionale e della Digitalizzazione                                       |                        |                        | Richard Raši (fino al 19 marzo 2025)                | HLAS-SD                |
| Ministro degli Investimenti, dello Sviluppo Regionale e della Digitalizzazione                                       |                        |                        | Samuel Migaľ (dal 19 marzo 2025)                    | Indipendente           |
| Ministro dell’Interno                                                                                                |                        |                        | Matúš Šutaj-Eštok                                   | HLAS-SD                |
| Ministro della Giustizia                                                                                             |                        |                        | Boris Susko                                         | SMER-SD                |
| Ministro degli Affari Esteri ed Europei                                                                              |                        |                        | Juraj Blanár                                        | SMER-SD                |
| Ministro del Lavoro, degli Affari Sociali e della Famiglia                                                           |                        |                        | Erik Tomáš                                          | HLAS-SD                |
| Ministro dell’Istruzione, della Scienza e della Ricerca                                                              |                        |                        | Tomáš Drucker                                       | HLAS-SD                |
| Ministra della Cultura                                                                                               |                        |                        | Martina Šimkovičová                                 | SNS                    |
| Ministro della Salute                                                                                                |                        |                        | Zuzana Dolinková (fino al 10 ottobre 2024)          | HLAS-SD                |
| Ministro della Salute                                                                                                |                        |                        | Kamil Šaško (dal 10 ottobre 2024)                   | HLAS-SD                |
| Ministro dello Sport e del Turismo (istituito)                                                                       |                        |                        | Dušan Keketi (dal 1º febbraio 2024 al 5 marzo 2025) | SNS                    |
| Ministro dello Sport e del Turismo (istituito)                                                                       |                        |                        | Rudolf Huliak (dal 5 marzo 2025)                    | Indipendente           |

Fonte:  Composizione del Governo, su vlada.gov.sk. URL consultato il 25 ottobre 2023.